# Биосфера
Сви екосистеми Земље чине функционалну целину названу биосфера (сфера живота). Јединство живе и неживе природе не ограничава се на екосистеме, већ се протеже и на читаву планету Земљу. Овај термин је први пут 1885. године употребио аустријски научник Едвард Зис, а данашњу дефиницију биосфере дао је Владимир Иванович Вернадскиј 1926. године.
Биосферу сачињавају делови осталих Земљиних сфера које су насељене живим бићима: 
- атмосфера, слој ваздуха који чини периферну облогу наше планете;
- хидросфера, водени омотач Земље и
- литосфера, спољашњи, површински, тврди покривач Земље.

У биосфери се обједињују сви ступњеви организације живог света тако да биосфера представља врхунски биолошки систем.
Одликује специфичном структуром, која се огледа у одређеном просторном распореду биома: 
- хоризонталном и
- вертикалном.

Хоризонталан распоред биома одређен је, пре свега, климатским условима. Идући од екватора ка половима, може се уочити извесна правилност у распореду различитих биома на обе Земљине полулопте. Вертикални распоред екосистема на копну у складу је са хоризонталним распоредом биома од екватора ка половима. Од подножја до планинских врхова температура опада и мења се клима па се у складу са тим смењују и екосистеми. Тако се лишћарске и четинарске шуме смењују ливадама и пашњацима, а планинске тундре и зона вечног леда налазе се на врховима планина.

## Биогеохемијски циклуси
Функционисање биосфере огледа се у узајамној повезаности њених различитих екосистема на принципима кружења материје и једносмерном протицању енергије у глобалним размерама. Основне елементе (C, О, H, N и др.) организми уграђују у органска једињења у свом телу. Органска материја пролази кроз ланце исхране и на крају се разлаже и минерализује. Тако се основни елементи враћају у спољашњу средину, одакле поново могу да се искористе. Овај пут основних елемената представља биогеохемијске циклусе материје на Земљи, који се могу утврдити за сваки елемент посебно.
Угљеник се налази у атмосфери у облику угљен-диоксида и у хидросфери, растворен у води. У процесима фотосинтезе се као угљена киселина везује и гради органска једињења. Један део угљеника враћа се у атмосферу и воду у току дисања организама. Највећи део угљеника враћа се у спољашњу средину процесима труљења и врења, које врше гљиве и бактерије.
Знатна количина угљеника остаје дуже или краће време ван кружења. Понекад остаци угинулих организама, због посебних услова у којима се нађу (на дну океана, дубоко под земљом, у условима ниских температура где су процеси распадања успорени) не могу бити потпуно разложени. Од таквих остатака настају:
- тресет,
- лигнит,
- камени угаљ и
- нафта.

Њих човек користи као гориво па их тако поново укључује у кружење.
Кисеоник се налази у атмосфери (има га око 21%) и растворен у води. Користи се за процесе дисања организама, а враћа се у спољашњу средину процесом фотосинтезе.
Азот се налази у атмосфери, али га већина организама не узима директно из атмосфере. Само су неки организми (бактерије азотофиксатори које живе у симбиози са кореном биљака легуминоза) у стању да вежу атмосферски азот у органска једињења. Труљењем и разлагањем ових бактерија једињења азота прелазе у неоргански облик (нитрати) и доспевају у земљиште, одакле биљке могу да их користе. Тако се азот уграђује у органска једињења (аминокиселине, протеини, нуклеинске киселине, пигменти) прво у телу произвођача, а затим потрошача и разлагача. Разлагањем угинулих организама поново се у спољашњу средину ослобађају различите неорганске соли азота.
Кружење воде почиње њеним испаравањем са површине мора и океана, који представљају резервоаре воде на Земљи. Тиме настају масе облака који одлазе према копну где у облику падавина вода стиже до површине Земље. Са те површине она се различитим водотоковима поново враћа у мора и океане. Део воде са површине земље улази у састав живих бића, а затим, испаравањем и излучивањем, поново напушта ове организме. Сва вода се на крају враћа у мора и океане.
Активно учешће организама омогућује ток биогеохемијских процеса у биосфери. Кружење материје значајно је због тога што се једна те иста количина материје може користити безброј пута. Осим тога, у биосфери један облик једињења се непрестано смењује другим на рачун енергије која непрекидно једносмерно протиче.
На принципима кружења материје и протицања енергије заснива се живот.